# Einsatzleiter
Einsatzleiter (en español: Líder de Acción) fue un rango político de nivel medio del Partido Nacionalsocialista Obrero Alemán creado en 1939 como un reemplazo para el rango más antiguo de Amtsleiter. Al igual que su predecesor, el rango de Einsatzleiter era una posición genérica del personal común en todos los niveles del Partido, típicamente asignada a tareas administrativas o responsabilidades de oficina

## Insignia

Parche de cuello de un Einsatzleiter
Parche de cuello de un Obereinsatzleiter
Parche de cuello de un Haupteinsatzleiter